# Fais Island
Fais Island är en ö i Mikronesiska federationen.   Den ligger i kommunen Fais Municipality och delstaten Yap, i den västra delen av landet, 2 000 km väster om huvudstaden Palikir. Arean är 2,6 kvadratkilometer.
Terrängen på Fais Island är mycket platt. Öns högsta punkt är 28 meter över havet. Den sträcker sig 2,0 kilometer i nord-sydlig riktning, och 2,6 kilometer i öst-västlig riktning.
Följande samhällen finns på Fais Island:
- Fais
- Fais Village